# Emu czarne
Emu czarne (Dromaius novaehollandiae minor) – wymarły podgatunek emu, dużego ptaka nielotnego z podrodziny emu (Dromaiinae) w rodzinie kazuarowatych (Casuariidae). Zamieszkiwał niegdyś wyspę King leżącą w Cieśninie Bassa, między Australią a Tasmanią. Często był traktowany jako odrębny gatunek, IUCN do tej pory tak go klasyfikuje.

## Opis i ekologia
Był ciemno upierzony i podobnie jak blisko spokrewnione z nim emu małe (Dromaius novaehollandiae baudinianus), znacznie mniejszy od kontynentalnego emu zwyczajnego.
Niestety, jak w przypadku większości wymarłych zwierząt, ekologia tego ptaka jest wciąż słabo poznana. Ze sprawozdań XIX-wiecznych wypraw wiadomo tylko, że zamieszkiwał obrzeża lasu wyspowego.

## Przyczyny i okoliczności wymarcia
Podgatunek wymarł na wolności około 1805 roku wskutek nadmiernych polowań łowców fok i wielorybów przebywających na wyspie. Przypuszczalnie dwa lub trzy ptaki przywiezione przez Baudina przetrwały do roku 1822 w ogrodzie botanicznym Jardin des Plantes w Paryżu.
Do dzisiaj w muzeach na całym świecie zachowało się wiele szkieletów emu czarnego i tylko jeden okaz ocalały z jednej z wypraw odbytej w latach 1802–1804 przez francuskiego podróżnika Nicolasa Baudina. Obecnie okaz ten znajduje się w Muzeum Historii Naturalnej w Paryżu.